# Copa de Campeones Cearenses
La Copa de Campeones Cearenses o Taça de Campeones Cearenses fue una competición organizada por la Federação Cearense de Futebol (FCF) para una disputa de título en partidos de ida y vuelta o en partido único entre el campeón del Campeonato Cearense y el campeón de la Copa Fares Lopes.
La primera edición fue disputada en 2014 y el campeón fue el Ceará ante el Barbalha, pero por causa de la cantidad de sustituciones realizadas en el partido que pasó del límite establecido para partidos oficiales, esa edición fue considerada amistosa y sólo a partir de la edición de 2016 la competición fue oficializada.
Por problemas de calendario, la competición no se juega desde 2020.

## Palmarés
| #        | Año  | Campeón     | Final Resultado | Subcampeón          | Sede |
| -------- | ---- | ----------- | --------------- | ------------------- | --- |
| amistoso | 2014 | Ceará       | 2:0             | Barbalha            | Único: Arena Castelão, Fortaleza, (11 de enero de 2014)                                                    |
| 1        | 2016 | Fortaleza   | 3:0 2:0         | Guarany de Sobral   | Ida: Estadio Alcides Santos, Fortaleza, (10 de enero de 2016) Vuelta: Junco, Sobral, (13 de enero de 2016) |
| 2        | 2017 | Fortaleza   | 1:0             | Guarani de Juazeiro | Único: Arena Castelão, Fortaleza, (18 de enero de 2017)                                                    |
| 3        | 2018 | Floresta    | 3:1             | Ceará               | Único: Estadio Presidente Vargas, Fortaleza, (24 de enero de 2018)                                         |
| 4        | 2019 | Ferroviário | 1:0             | Ceará               | Único: Arena Castelão, Fortaleza, (20 de enero de 2019)                                                    |

## Títulos por equipo
| Club                | Títulos | Subtítulos | Años campeón | Años subcampeón |
| ------------------- | ------- | ---------- | ------------ | --------------- |
| Fortaleza           | 2       | -          | 2016, 2017   | ----            |
| Ferroviário         | 1       | -          | 2019         | ----            |
| Floresta            | 1       | -          | 2018         | ----            |
| Ceará               | -       | 2          | ----         | 2018, 2019      |
| Guarany de Sobral   | -       | 1          | ----         | 2016            |
| Guarani de Juazeiro | -       | 1          | ----         | 2017            |

## Goleadores
| Año  | Jugador                               | Club           | Goles |
| ---- | ------------------------------------- | -------------- | ----- |
| 2016 | Elias                                 | Fortaleza      | 2     |
| 2017 | Gastón Filgueira                      | Fortaleza      | 1     |
| 2018 | Paulo Victor Dim Edson Cariús Andrigo | Floresta Ceará | 1     |
| 2019 | Da Silva                              | Ferroviário    | 1     |